# Wurmlingen (Rottenburg)
Pour l’article homonyme, voir Wurmlingen.
Wurmlingen [vʊʁmlɪŋən] est un quartier de la ville de Rottenburg am Neckar située en République fédérale d'Allemagne dans le Land du Bade-Wurtemberg, dans l'arrondissement de Tübingen.

## Géographie
Wurmlingen est située 4 kilomètres au nord-est de Rottenburg et 8 kilomètres au sud-ouest de Tübingen, à gauche de la rivière Neckar.

### Expansion
Le territoire communal de village comporte 714 hectares. 68,6 % de ce territoire sont superficie agricole, 15,1 % superficie sylvicole, 15,1 % superficie de lotissement et trafic, 0,1 % plan d'eau  et 1,1 % autre.

### Endroits voisins
Les endroits suivantes confinent à Wurmlingen. Dans le sens des aiguilles d'une montre et en commençant au nord: Unterjesingen, Hirschau, Rottenburg (ville principale) et Wendelsheim. Tous les endroits voisins sont situées dans l'arrondissement de Tübingen. Unterjesingen et Hirschau sont quartiers de la ville de Tübingen, Wendelsheim est un quartier de Rottenburg aussi.

## Population
Wurmlingen a une population de 2 487 personnes (situation au 31 janvier 2008). Wurmlingen est le deuxième plus grand faubourg de Rottenburg. La densité de population est 348 habitants par km2.

### Religions
Les habitants de Wurmlingen sont catholiques romains en majorité.